# Koninklijke Zangvereeniging Rotte's Mannenkoor

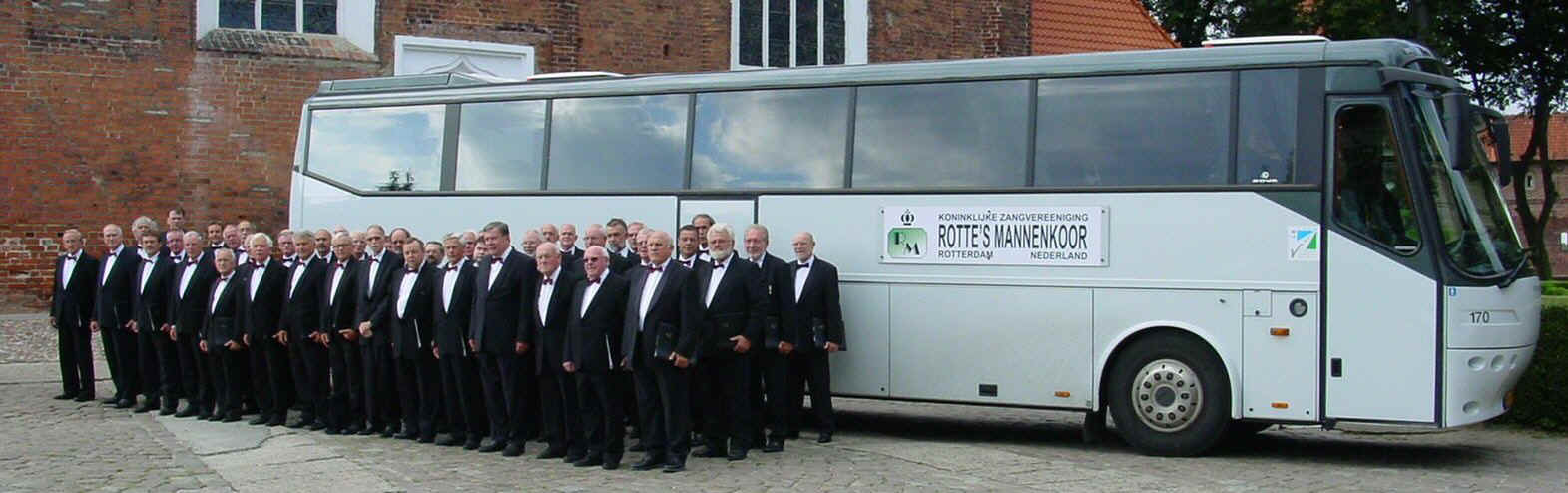
De Koninklijke Zangvereeniging Rotte's Mannenkoor was een van de oudste culturele verenigingen van Rotterdam

De Koninklijke Zangvereeniging Rotte's Mannenkoor was een van de oudste culturele verenigingen van Rotterdam.

## Historie
In het jaar 1847, het jaar waarin in Rotterdam het Station Rotterdam Delftsche Poort in gebruik werd genomen, werd het mannenkoor 'Amphion' opgericht, dat onder leiding stond van Cornelis Christiaan August de Vliegh. In 1853 leidde een verschil van mening ertoe dat 21 leden ontslag namen en met enkele zangers besloten tot oprichting in 1854 van de 'Liedertafel Rotte's Mannenkoor'. Na enige tijd komt ook de Vliegh van Amphion naar Rotte's. Reeds in 1859 zingt Rotte's in de Doelenzaal en in 1867 wordt koning Willem III beschermheer van het koor. In 1870 zingt Rotte's bij de onthulling van het standbeeld van Piet Hein in Delfshaven. C.C.A de Vliegh wordt in 1874 opgevolgd door L.F. Brandts Buys.
De eerste prijs in de hoogste afdeling was de beloning voor Rotte's inspanning tijdens een internationaal concours in Keulen in 1880. A.B.H. Verhey volgt Brandts Buys op in 1891. In 1898 verleent koningin Wilhelmina het predicaat Koninklijk aan de vereniging en wordt de naam gewijzigd in 'Koninklijke Zangvereeniging Rotte's Mannenkoor'. Het vijftigjarig bestaan wordt gevierd in 1904, Rotte's telt dan zo'n 160 leden en is beroemd in heel Europa. De dirigenten volgen elkaar nu snel op, voor de begrippen van dit koor. In 1909 treedt O. de Nobel aan en in 1912 G. Rijken. In 1915 zingt Rotte's bij de eerstesteenlegging van het stadhuis, door koningin Wilhelmina en in 1919 wordt Bernhard Diamant dirigent. De eerste uitvoering van het beroemde kerstlied van Diamant vindt plaats in 1920.
Bij het 15-jarig bestaan van Die Haghe Sanghers in 1932 is Rotte's in het Kurhaus van de partij. In 1935 wordt aan Diamant eervol ontslag verleend en wordt hij opgevolgd door Otto Glastra van Loon. Diamant overlijdt in 1936. Ook zingt Rotte's bij de overdracht van het koninklijk jacht 'Piet Hein' aan het prinselijk bruidspaar. In 1938 wordt Jos Vranken Sr. dirigent van Rotte's. Op 9 mei 1940 concerteert Rotte's in de Doelenzaal. In de nacht die hierop volgt breekt de Tweede Wereldoorlog uit, en tijdens het bombardement van 14 mei verliest het koor bijna al zijn bezittingen. Het vaandel wordt zwaar beschadigd en wordt in deze staat nog altijd bewaard. De Koninklijke Zangvereeniging moet 'onderduiken' en gaat als kerkkoor verder in de Hoflaankerk. Rotte's was uiteraard in 1945 present bij vele vreugdefeesten. Op 11 mei van dat jaar concerteerde Rotte's voor het eerst weer, en alle vreugde leidde tot een groei van het koor naar 150 leden.
Een belangrijke gebeurtenis vond plaats op 11 maart 1948, toen aanvaardde Z.K.H. Prins Bernhard het beschermheerschap van ons koor. Het honderdjarig bestaan van Rotte's Mannenkoor werd gevierd met een concert in de Rivierahal, m.m.v. het Rotterdams Philharmonisch Orkest, dat ook op de radio werd uitgezonden. Ook werd in dit jaar geconcerteerd met de Koninklijke Orkestvereniging Symphonia, waarmee de Altrhapsodie van Brahms werd uitgevoerd. In 1955, tien jaar na de oorlog, werd de eerste concertreis naar Duitsland ondernomen. Het nieuwe Centraal Station in Rotterdam werd in 1957, in het bijzijn van Rotte's, geopend. Als dank voor de medewerking mocht het koor met de trein naar Arnhem. In 1967 doet ook de technologie haar intrede in de geschiedenis van Rotte's, de eerste LP wordt opgenomen en het eerste televisie-optreden (bij de TROS) is een feit.
Ook de metro in Rotterdam werd door Rotte's opengezongen, en wel op 9 februari 1968. Het Metrolied van Henk Pors werd gezongen. In 1974 komt de dirigent, Jos Vranken Sr. te overlijden, na 36 jaar dirigent van dit koor te zijn geweest. Zijn plaats wordt ingenomen door Jos Vranken Jr. en in 1976 neemt René Verhoeff de directie over. In 1979 bestaat Rotte's 125 jaar en concerteert in de grote zaal van de Doelen, en vierde dit heugelijke feit in Lommerrijk in Hillegersberg. 1980 was een groot jaar voor Rotte's. Samen met Die Haghe Sanghers maakt Rotte's een concertreis naar Rome, onder begeleiding van een cameraploeg van de KRO. Aan de reis wordt een 40 minuten durend televisieprogramma gewijd. Maar ook de laatste jaren wordt Rotte's steeds bij bijzondere evenementen gesignaleerd. Te denken valt aan de opening van de Willemsspoortunnel, de herdenking van 50 jaar bevrijding op de Coolsingel, de opening van de Erasmusbrug, en de opening van Rotterdam 2001 Culturele Hoofdstad van Europa. In 2009 treedt René Verhoeff, na 33 jaar af als dirigent. Zijn plaats werd ingenomen door Anneke van Es. In 2014 fuseert het koor met het Hillegersbergs Mannenkoor.
In 2015 treedt Hans van der Toorn aan als dirigent. In 2016 treedt het koor op in Chester (UK) en in 2018 in Trier (D) en omstreken.
Op 17 mei 2023 besloot de Algemene Ledenvergadering het koor na ruim 169 jaar op te heffen wegens een gebrek aan zangers.